# کریستال کی
کریستال کی (انگلیسی: Crystal Kay؛ زادهٔ ۲۶ فوریهٔ ۱۹۸۶) بازیگر، خواننده، صداپیشه، و صداپیشه، اهل ایالات متحده آمریکا است. وی از سال ۱۹۹۹ میلادی تاکنون مشغول فعالیت بوده‌است.